# Seznam evroposlancev iz Bolgarije
Seznam evroposlancev iz Bolgarije je krovni seznam.

## Seznami
- seznam evroposlancev iz Bolgarije (2007-2009)
- seznam evroposlancev iz Bolgarije (2009-2014)
- poimenski seznam evroposlancev iz Bolgarije